# Ájfalucska
Ájfalucska (szlovákul Hačava) község Szlovákiában, a Kassai kerület Kassa-környéki járásában.

## Fekvése
Kassától 42 km-re délnyugatra, az Áji-völgy felső részén fekszik.

## Története
A falu a 15. században keletkezhetett, amikor pásztorok érkeztek ide. A 18. században vízifűrésztelepe, a 19. században vasércbányája és vasolvasztója működött. Lakói messzi földön híres favágók és szénégetők voltak, földműveléssel, kézműiparral foglalkoztak.
A 18. század végén Vályi András így ír róla: „FALUTSKA. Bodnárvágása, Bagnerhay, Hatsava. Tót falu Torna Vármegyében, földes Ura Gróf Keglevich Uraság, lakosai ó hitűek, fekszik magas hegyek között, egy mély völgyben, Barkához nem meszsze, ’s ennek filiája. Határja sovány, és őszi gabonát nem igen terem, malma sintsen, harmadik Osztálybéli.”
Fényes Elek 1851-ben kiadott geográfiai szótárában így ír a faluról: „Falucska, Hacsava, orosz falu, Torna vmegyében, közel Szepes és Abauj vármegyékhez, magas hegyek közt, egy mély völgyben: 9 rom., 645 gör. kath. lak.; görög kath. parochiával. Határa hegyes, kősziklás, sovány; őszi gabonát nem igen terem; erdeje fenyves és bikkes; vasbányákban dolgozik. A szomszéd Bodokai pusztának gyönyörű erdeje, fűrészmalma, s érczolvasztó koha van. F. u. gr. Keglevich.”
Borovszky monográfiasorozatának Abaúj-Torna vármegyét tárgyaló része szerint: „Falucskának 94 háza és 562 görög kath. tót s néhány rutén lakosa van. Postája Torna. A vármegye legelszigeteltebb községe. Az áji völgynek néhol oly szük szakadékai vannak, hogy az apró zuhatagokban lecsörtező kis hegyi patak alig bir utat törni magának. Nyugatra a 692 m. magas Csükerész, északra a Szlubovi horh (892 m.) és a Szarvashegy, (949 m.), dél felé az 5-700 méter magas, szakadékos, erdős tetők zárják el az utat. Nagy havazásokkor gyakran el van zárva a közlekedéstől; ujabb időben azonban lényegesen megkönnyitette helyzetüket a környékbeli erdőség kihasználása végett a Neuschloss-czég által épitett sodronykötél-pálya, melyhez hamar odaérnek s melynek segélyével lejuthatnak a meczenzéfi utra.”
A trianoni diktátumig Abaúj-Torna vármegye Tornai járásához tartozott, ezután az új csehszlovák állam része lett. 1938 és 1945 között újra Magyarország része.

## Népessége
| Év:            | 1994. | 2004.   | 2014.   | 2024.    |
| -------------- | ----- | ------- | ------- | -------- |
| Emberek száma: | 216   | 229     | 228     | 184      |
| Eltérés:       |       | +6,01 % | -0,43 % | -19,29 % |

| Év:            | 2023. | 2024.   |
| -------------- | ----- | ------- |
| Emberek száma: | 187   | 184     |
| Eltérés:       |       | -1,60 % |

1880-ban 557 lakosából 37 magyar, 22 német, 3 ruszin és 487 szlovák anyanyelvű volt. Ebből 517 görög katolikus, 36 római katolikus, 3 izraelita és 1 evangélikus vallású volt.
1890-ben 562 lakosából 30 magyar, 15 német, 11 ruszin, 502 szlovák és 4 egyéb anyanyelvű volt.
1900-ban 676 lakosából 63 magyar, 5 német, 597 szlovák és 4 egyéb anyanyelvű volt.
1910-ben 661 lakosából 37 magyar, 3 német, 601 szlovák és 20 egyéb anyanyelvű volt.
1921-ben 658 lakosából 5 magyar, 249 orosz, 356 csehszlovák, 37 egyéb nemzetiségű és 11 állampolgárság nélküli volt.
1930-ban 642 lakosából 1 német, 6 zsidó, 82 ruszin, 509 csehszlovák, 37 egyéb nemzetiségű és 7 állampolgárság nélküli volt.
1941-ben 749 lakosából 482 magyar, 230 szlovák és 49 egyéb nemzetiségű volt.
1970-ben 546 lakosa mind szlovák volt.
1980-ban 374 lakosából 1 magyar és 371 szlovák volt.
1991-ben 255 lakosából 192 szlovák volt.
2001-ben 241 lakosából 167 szlovák, 68 cigány és 1 magyar volt.
2011-ben 228 lakosából 197 szlovák volt.
2021-ben 203 lakosából 171 szlovák, 27 rutén, 3 cigány, 1 orosz, 1 egyéb. Magyarnak senki nem vallotta magát.

## Nevezetességei
- Görögkatolikus temploma 1760 körül épült barokk-klasszicista stílusban.